# FMC Corporation
För andra betydelser, se FMC.
FMC Corporation, tidigare John Bean Spray Pump Company, John Bean Manufacturing Company, Food Machinery Corporation och Food Machinery & Chemical Corporation, är ett amerikanskt multinationellt företag inom jordbruk och kemisk industri. FMC utvecklar och tillverkar olika sorters fungicider, herbicider och insekticider i syfte att beskydda plantage mot skadedjur och svampar. Historiskt har de bland annat verkat i försvarsindustrin och utvecklat stridsfordon.
Företaget grundades 1884 som John Bean Spray Pump Company i Kalifornien av John Bean. Den första produkten de utvecklade och tillverkade var en pump för en sprejburk. År 1928 blev företaget fusionerad med ett hermetiseringsföretag och det kombinerade företaget fick namnet John Bean Manufacturing Company. Det höll sig dock bara ett år innan företaget bytte namn till Food Machinery Corporation (FMC). Under andra världskriget utvecklade och tillverkade man amfibiefordonet Landing Vehicle Tracked åt USA:s försvarsmakt. År 1948 förvärvade man kemiföretaget Niagara Sprayer and Chemical Company, vilket innebar att företaget blev en del av den kemiska industrin. Man beslutade senare att byta namn till Food Machinery & Chemical Corporation. År 1961 bytte företaget till det nuvarande namnet. På 1960-talet utvecklade och tillverkade FMC stridsfordonet M113 armored personnel carrier. Det efterföljande två decennierna utvecklade de ett annat stridsfordon som blev M2/M3 Bradley. Den 31 december 2001 knoppade FMC av sin verkstadsverksamhet i ett självständigt företag med namnet FMC Technologies.